# Abborrtjärnen (Bräcke socken, Jämtland, 696388-148875)
Abborrtjärnen är en sjö i Bräcke kommun i Jämtland och ingår i Ljungans huvudavrinningsområde.